# Низинные леса Центрального Конго
Низинные леса Центрального Конго — экологический регион, полностью расположенный на территории Демократической Республики Конго. С севера, востока и запада ограничен рекой Конго. Статус сохранности экорегиона оценивается как относительно стабильный, его специальный код — AT0104.

## Ландшафт
Топографически экорегион низменный, плоский. большинство рек имеют медленное течение. Центральная часть экорегиона находится на высоте 400 м над уровнем моря. Высота и сложность рельефа увеличивается к юго-востоку, где встречаются холмы высотой 700 м.

## Климат
Ежегодно в экорегионе выпадает около 2000 мм осадков. В центральной части экорегиона средняя максимальная температура составляет около 30 °C и падает до приблизительно 27 °C на юго-восточных окраинах. Средняя минимальная температура составляет от 18 °C до 21 °C.

## Флора и фауна
Экорегион известен своими нетронутыми скоплениями флоры и фауны тропических лесов, однако информации о биоразнообразии очень мало. Река Конго и её многочисленные притоки являются барьерами для распространения видов флоры и фауны.

### Флора
Растительность разнообразна, по оценкам, насчитывается от 1500 до 200 видов сосудистых растений, из которых около 10 % являются эндемиками экорегиона.
Северо-западная часть экорегиона представляет собой мозаику сезонно затопляемых и постоянно заболоченных лесов со смешанными влажными вечнозелёными и полувечнозелёными компонентами тропических лесов вдоль дамб и различных участков рельефа. На юге леса становятся более сухими и наблюдается плавный переход в мозаику саванно-лесных массивов. В вечнозелёных лесах преобладают насаждения Gilbertiodendron dewevrei.
Некоторые исследования показывают, что большая часть леса в экорегионе могла быть потеряна или сильно фрагментирована во время засушливых фаз, связанных с ледниковыми периодами, причём самая последняя засушливая фаза закончилась 2500 лет назад. В более влажные климатические периоды всю территорию экорегиона могло затопить внутреннее озеро.

### Фауна
Уровень видового богатства, плотности видов и эндемизма позвоночных в экорегионе ниже, чем в других влажных лесных экорегионах бассейна реки Конго. Тем не менее, в этом экорегионе обитает ряд важных популяций млекопитающих, например, крупнейшая оставшаяся популяция бонобо в мире.
Среди млекопитающих известен только один строго эндемичный вид — мартышка дриас. К почти эндемичным млекопитающим относятся Cercocebus chrysogaster, Lophuromys huttereri, ангольский кузиманзе, белозубка Латона, бонобо, краснохохлый колобус, мартышка Вольфа, окапи и чёрно-зелёная мартышка. Однако, из-за малой изученности биоразнообразия экорегиона, информацию об эндемиках стоит рассматривать как неполную.
Среди орнитофауны нет строго эндемичных видов, имеются только два почти эндемичных вида — желтоногий ткач и конголезский павлин.
Известная герпетофауна также демонстрирует низкие показатели эндемизма. Одна амфибия, Hyperolius robustus, является строго эндемичной, ещё одна, Arthroleptis phrynoides, является почти эндемичной. Строго эндемичных рептилий нет, есть ряд почти эндемичных: Gastropholis tropidopholis, Mehelya laurenti, Monopeltis vanderysti, Polemon robustus и Zygaspis dolichomenta. Экорегион также является важной средой обитания для африканского узкорылого крокодила.

## Состояние экорегиона
Человеческое население, как правило, невелико, самая высокая плотность населения наблюдается вдоль рек, где люди занимаются рыболовством, выращиванием маниоки и охотой на животных в лесу. В большинстве районов плотность населения составляет менее 5 человек на км².
Большая часть экорегиона практически нетронута. Некоторые леса были потеряны для земледелия и лесозаготовок, однако общая потеря лесов незначительна и не считается серьёзной угрозой. Браконьерство представляет более серьёзную угрозу, особенно для слонов. Для сохранения экорегиона сейчас важнее всего усиление управления охранными территориями. Одной из главных охраняемых территорий является национальный парк Салонга.